# Comité interministériel de lutte contre le racisme, l'antisémitisme et la haine envers les personnes LGBT
 (juillet 2024).
Le Comité interministériel de lutte contre le racisme, l'antisémitisme et la haine envers les personnes LGBT (CILRA,, ou CILCRA,) est, en France, un comité interministériel institué en 2003 pour la lutte contre le racisme et l'antisémitisme et, depuis 2016, la haine anti-LGBT.

## Histoire
Le Comité interministériel de lutte contre le racisme et l'antisémitisme est créé en décembre 2003, en réaction à l'incendie le 15 novembre 2003 du lycée juif « Merkaz Hatorah » à Gagny en Seine-Saint-Denis.
Il voit son champ d'intervention élargi en décembre 2016 à la lutte contre la haine et les discriminations anti-LGBT, prenant le nom de Comité interministériel de lutte contre le racisme, l'antisémitisme et la haine envers les personnes LGBT.

## Mission
Il définit les orientations de la politique menée pour lutter contre les actes et agissements d'inspiration raciste ou antisémite. Il veille à la cohérence et à l'efficacité des actions engagées par les différents ministères, tant pour prévenir ces actes et agissements que pour assurer l'exemplarité des sanctions lorsqu'ils se produisent.

## Composition
Présidé par le Premier ministre, il comprend le ministre chargé de la Sécurité intérieure, le garde des Sceaux, ministre de la Justice, le ministre des Affaires étrangères, le ministre chargé des Affaires sociales, le ministre chargé de la Jeunesse, le ministre chargé de l'Éducation nationale et le ministre chargé de la Ville.
Les autres ministres intéressés par les questions inscrites à l'ordre du jour du comité sont invités à y siéger.
Un représentant du président de la République prend part à ses travaux.

## Fonctionnement
Il établit chaque année un rapport d'activité (rédigé depuis 2012 par le DILCRAH) qu'il remet au Premier ministre et au ministre de l'Intérieur.

## Séances
La première séance du Comité se tient le 9 décembre 2003.